# Selva misionera

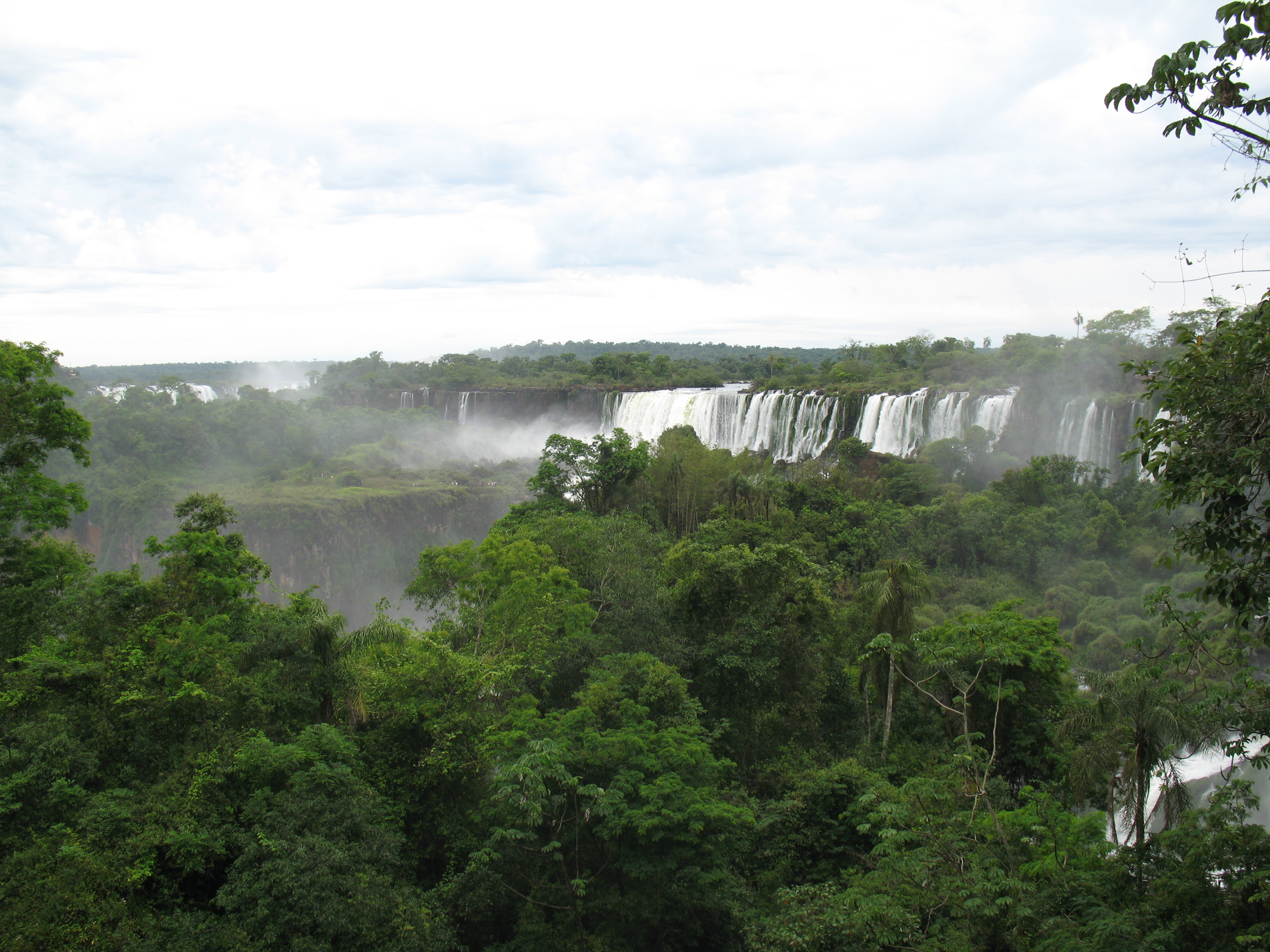
Selva misionera en el Parque Nacional Iguazú.

La selva misionera es una formación vegetal neotropical del bosque atlánticoubicada en la provincia de Misiones, y una pequeña porción en el extremo nordeste de la provincia de Corrientes (ambas en el nordeste de la Argentina). Es la prolongación en territorio argentino de la selva paranaense, que hasta mediados del siglo XX abarcaba gran parte de lo que hoy son los estados brasileños de Paraná, Santa Catarina, el extremo norte de Río Grande del Sur y el este del Paraguay. La selva misionera se encuentra en el corredor verde de Misiones.
Es una de las regiones más biodiversas de la Argentina, con alrededor de 3.000 especies de plantas vasculares y 500 especies de aves. Es el hábitat del yaguareté y el lugar donde se concentra la mayor cantidad de ejemplares de esta especie en la Argentina.
La selva misionera es una selva subtropical con veranos muy calurosos e inviernos relativamente frescos. Es una formación vegetal beneficiada por suelos muy ricos en materia orgánica, mucho sol y clima cálido y perhúmedo (más de 3000 mm de precipitaciones al año). Posee una foresta densa y exuberante. En las latitudes tropicales, la selva misionera mantiene gran parte de las características de una pluvisilva tropical con zonas semejantes a la laurisilva y abundantes latifoliadas.
Se la considera un sumidero de carbono, concentrando 920.995 Gigagramos (Gg) de CO2.
La selva misionera ocupa actualmente un 35% del territorio de la provincia de Misiones. Hasta mediados del siglo XIX la selva cubría la totalidad de la actual provincia. Hacia 1950 la superficie forestal autóctona en Misiones cubría 2.700.000 ha. En la década de los 90 la selva se había reducido en un 44%.
Las causas de la deforestación son la instalación de actividades agrícolas, como las plantaciones de té, tabaco y yerba mate, y las actividades de la industria maderera. La deforestación tuvo varios momentos diferentes, desde las misiones jesuíticas que buscaron instalar prácticas agrícolas y fomentaron el cultivo de la yerba mate, hasta los ideales de civilización y progreso de finales del siglo XIX que veían a la selva como un lugar inhóspito que debía ser conquistado rápidamente para su explotación económica.
Para proteger la superficie forestal existente, se sancionó la ley provincial XVI - N° 105, Ley de Ordenamiento de los Bosques Nativos, y sus decretos reglamentarios. Estos establecían a 2017 un total de 1.200.000 hectáreas de bosque nativo que no pueden ser deforestadas, encuadrándolas en las categorías I y II de la Ley de Bosque Nativo. El sistema de gestión de recursos protegidos de la selva misionera cuenta con más de 100 unidades diferentes de conservación, entre parques, reservas, monumentos naturales, áreas y refugios de vida silvestre.: 55–56 

## Clima e hidrología
El clima de la selva misionera es del tipo subtropical húmedo. Se destaca por altos registros pluviométricos que son resultado de los vientos húmedos provenientes del Océano Atlántico. La humedad media relativa varía del 75% al 100% con importantes rocíos nocturnos. Sin embargo pese a que la humedad es lo más común, en ciertos años el déficit de lluvias y de humedad en general puede ser tal que la foresta puede muy fácilmente sufrir incendios.

## Relieve

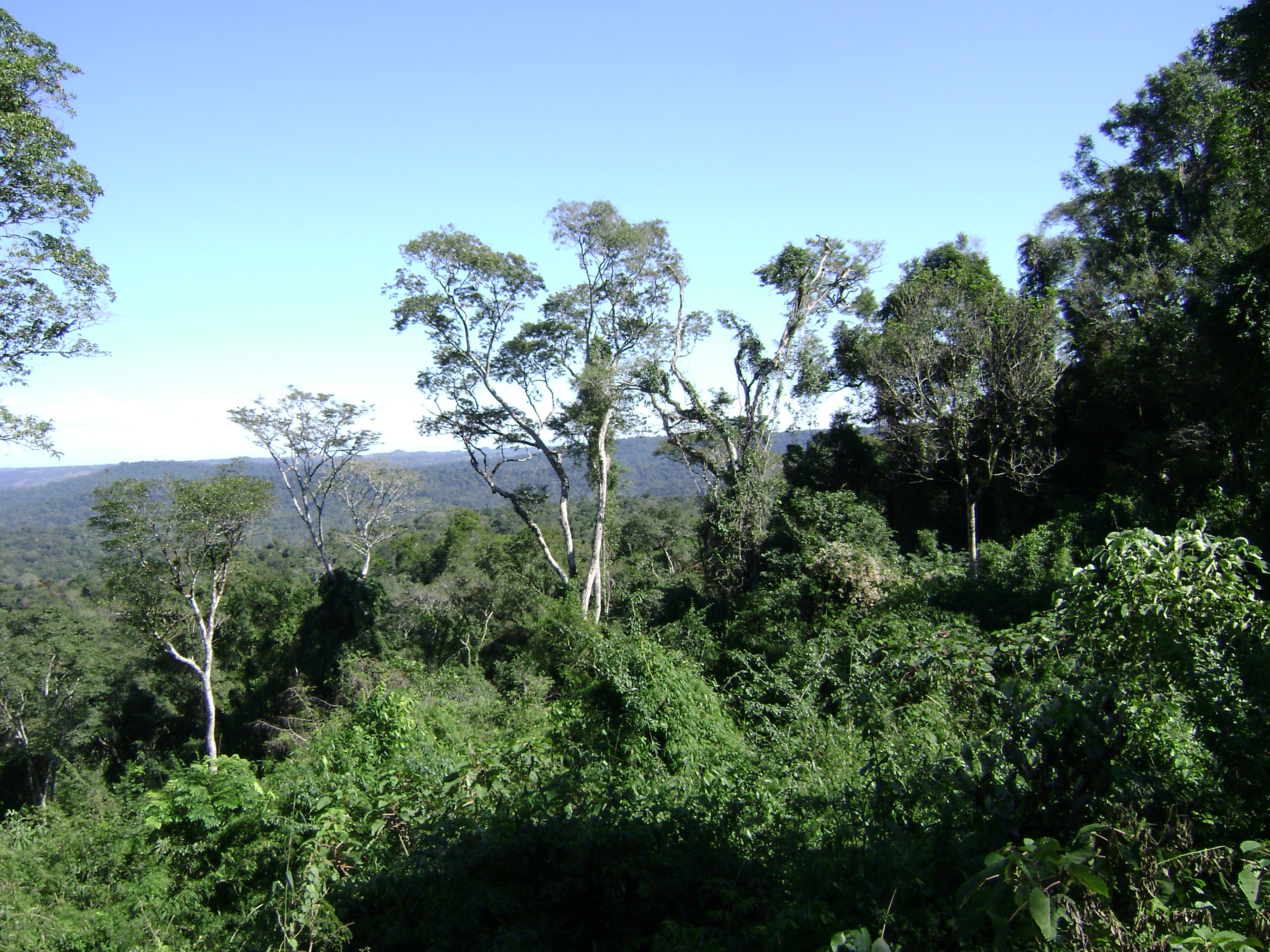
Selva en la región del centro de la provincia de Misiones

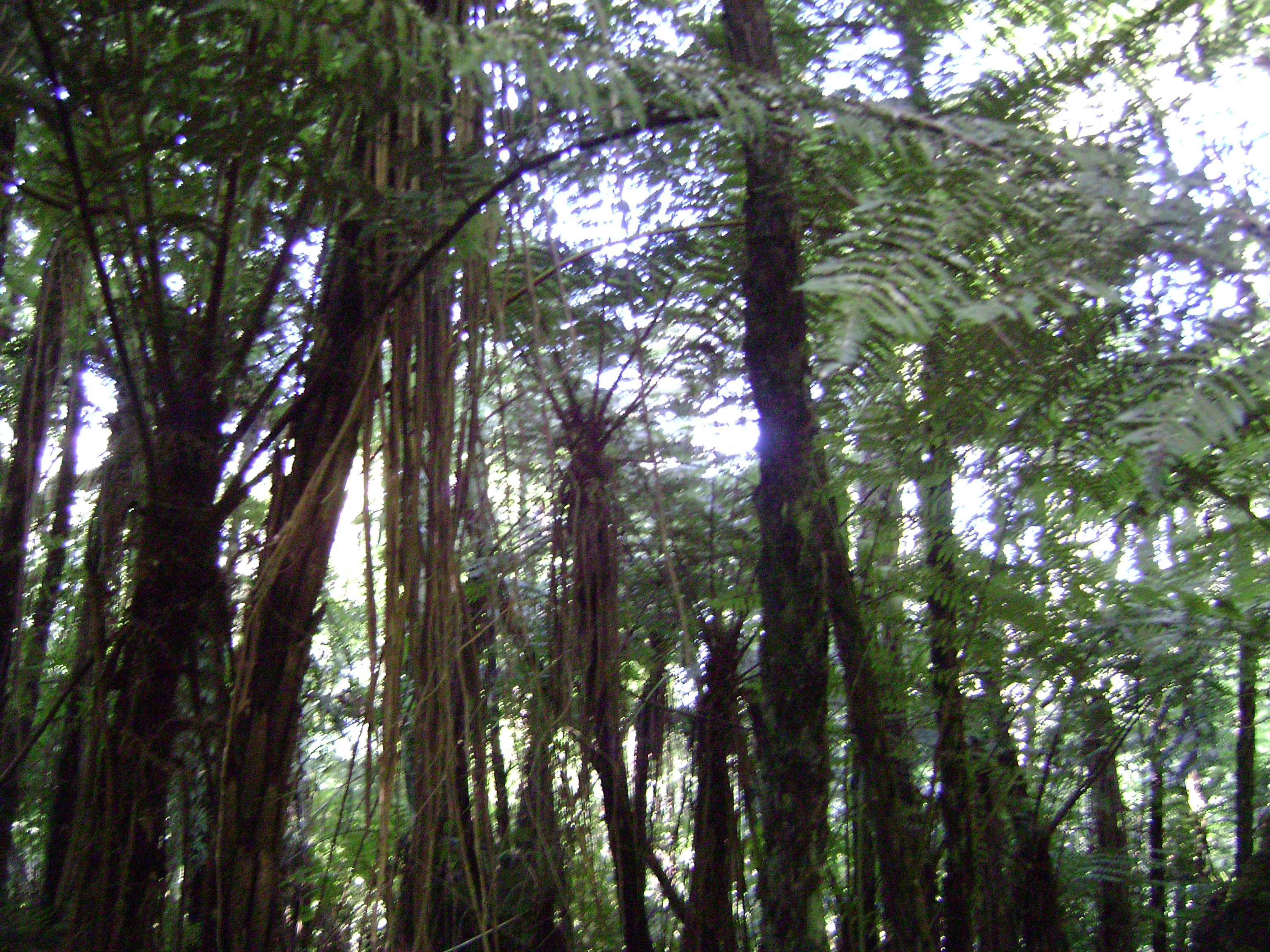
Formaciones de helechos arborescentes "Chachi bravo"

Posee desde valles bajos muy cálidos y húmedos recorridos por los principales ríos hasta un conjunto montañoso de sierras con clima húmedo aunque notoriamente más fresco. Excepcionalmente las cumbres de tales Sierras de Misiones, que además de a la sierra de Misiones propiamente dicha incluye al ramal llamado la Sierra del Imán, alcanza altitudes en la provincia de hasta 850 m s. n. m. Debido a este relieve, la formación vegetal tiene pisos altitudinales. En el piso más elevado, el de la meseta misionera (que ocupa el este de la provincia) predominaban genuinos bosques de una conífera de gran porte: el gran cury (Araucaria angustifolia), pero de tales interesantes bosques quedan apenas unos relictos tras la deforestación que en ellos se ha llevado a cabo.
Debido al relieve que va desde los valles bajos muy cálidos y húmedos recorridos por los principales ríos a un conjunto de montañoso de sierras con clima húmedo aunque notoriamente más fresco (al punto que excepcionalmente en las cumbres de tales Sierras de Misiones, con altitudes en la provincia de hasta 850 m, se han producido algunas nevadas nocturnas durante el mes de julio), la formación vegetal misionense tiene pisos altitudinales. De las zonas altas también es típico el acayú o cedro paranaense ( Cedrela odorata) y el ygary ( Cedrela fissilis) también llamado cedro misionero; en pisos intermedios prosperan otros árboles gigantes: los gigantes perobás o palos rosas (Dalbergia nigra), o el arary,  pero todos los árboles citados han sido las primeras presas de los aserraderos precisamente por la gran cantidad y calidad de sus maderas. La selva misionense puede ser llamada propiamente selva en las partes más bajas de los valles al aumentar la variedad de especies entre las que se cuentan principalmente las especies guatambú amarillo y guatambú blanco, el peteribí, el isipo, el ibope, el jacarandá, el biraró, el ñandubay, el samuhú, el guabiyú, el guayuvirá, el tatané, el pacará o timbó, cecropias como el guapoy y el ambay, yuquerís, pitangas, los helechos arborescentes, el criptogámico "higuerón" o ibapoy (Ficus luschnathiana) y diversas palmeras (como la del palmito).

## Flora

### Principales especies de árboles y arbustos
- Aguaribay (Schinus areira)
- Alecrín (Holocalyx balansae)
- Ambay (Cecropia adenopus)
- Anchico (Parapiptadenia rigida)
- Anchico blanco (Albizia hassleri)
- Araticú (Annona cherimola)
- Cacheta (Schefflera morototoni)
- Camboatá (Cupania vernalis)
- Canafístula (Peltophorum dubium)
- Cancharana (Cabralea oblongifoliola)
- Carobá (Bignonia caroba)
- Cedro americano (Cedrela odorata)
- Cedro misionero (Cedrela fissilis)
- Ceibo (Erythrina crista-galli)
- Cerella (Eugenia involucrata)
- Curupay (Anadenanthera colubrina)
- Grapia (Apuleia leiocarpa)
- Guabirá (Campomanesia xanthocarpa)
- Guabiyú (Eugenia pungens)
- Guanandí (Calophyllum brasiliense)
- Guatambú (Balfourodendron riedelianum)
- Guayabo blanco (Eugenia opaca)
- Guayabo colorado (Eugenia cisplatensis)
- Guayabo común (Psidium guajava)
- Guayabo del Brasil (Acca sellowiana)
- Guayubira (Patagonula americana)
- Ibapoy (Ficus luschnathiana)
- Ibirá (Ruprechtia triflora)
- Ibirá ró (Ruprechtia apetala).
- Incienso (Myrocarpus frondosus)
- Ingá dulce (Inga edulis)
- Jacarandá (Jacaranda mimosifolia)
- Jacarandá de Brasil (Dalbergia nigra)
- Lapacho amarillo (Tabebuia serratifolia)
- Lapacho blanco (Tabebuia roseo-alba)
- Lapacho negro (Tabebuia heptaphylla)
- Lapacho rosa (Tabebuia impetiginosa)
- Laurel blanco (Cordia alliodora)
- Laurel canela (Nectandra lanceolata)
- Laurel negro (Nectandra megapotamica)
- Loro blanco (Bastardiopsis densiflora)
- Mamón (Carica papaya)
- María preta (Diatenopteryx sorbifolia)
- Marmelero (Ruprechtia laxiflora)
- Mora blanca (Alchornea iricurana)
- Ñandubay (Prosopis affinis)
- Ombú (Phytolacca dioica)
- Palo rosa (Aspidosperma polyneuron)
- Peine de mono (Combretum fruticosum)
- Peterebí (Cordia trichotoma)
- Pino Paraná (Araucaria angustifolia)
- Pitanga (Eugenia uniflora)
- Rabo-itá (Lonchocarpus leucanthus)
- Samohú o palo borracho (Ceiba speciosa)
- Sota caballo (Luehea divaricata)
- Timbó (Enterolobium contortisiliquum)
- Tipa o palo rosa (Tipuana tipu)
- Ubajay (Hexachlamys edulis)
- Urunday (Astronium balansae)
- Viraró (Ruprechtia salicifolia)
- Yabuticaba (Myrciaria cauliflora)
- Yacaratiá (Jacaratia spinosa)
- Yerba mate (Ilex paraguariensis)
- Yvyrá oví (Helietta longifolia)
- Yvyrá-pirirí (Amburana cearensis)

### Principales especies de palmeras
- Caranday (Trithrinax campestris)
- Caranday brasilero (Trithrinax brasiliensis)
- Mbocayá (Acrocomia aculeata)
- Palmera de la jalea (Butia capitata)
- Palmito (Euterpe edulis)
- Pindó (Syagrus romanzoffiana)
- Yataí (Butia yatay)
- Yataí amarilla (Butia paraguayensis)

## Fauna

### Principales especies de mamíferos
- Aguará Guazú (Chrysocyon brachyurus)
- Mono guariba o mono aullador marrón (Alouatta guariba)
- Oso hormiguero gigante (Myrmecophaga tridactyla)
- Yaguareté (Panthera onca)
- Nutria gigante (Pteronura brasiliensis)
- Perro venadero (Speothos venaticus)
- Tapir amazónico (Tapirus terrestris)
- Mono misionero (Platyrrhini)

### Principales especies de aves
- Yetapá de collar (Alectrurus risora)
- Amazona charao (Amazona pretrei)
- Arpía mayor (Harpia harpyja)
- Pato serrucho (Mergus octosetaceus)
- Maracaná cara afeitada (Primolius maracana)
- Tucán toco (Ramphastos toco)
- Tordo amarillo (Xanthopsar flavus)
- Loro vinoso (Amazona vinacea)

## Importancia cultural
La selva misionera ha sido lugar de asentamiento de distintas poblaciones de humanos a lo largo del tiempo. Los primeros pobladores fueron los guaraníes. Con el proceso de colonización de América, los jesuitas instalaron una serie de misiones en toda la región con el objetivo de evangelizar a los guaraníes. La selva también ha servido como inspiración para la literatura.

### Misiones jesuíticas guaraníes
Las misiones jesuíticas guaraníes y reducciones jesuíticas guaraníes fueron un conjunto de treinta pueblos misioneros fundados a partir del siglo XVII en la llamada Provincia Paraguaria (jurisdicción situada en Virreinato del Perú y que abarcaba regiones de los actuales Paraguay, Argentina, Uruguay y partes de Bolivia, Brasil y Chile) por la orden religiosa católica de la Compañía de Jesús entre los aborígenes guaraníes y pueblos afines, con el objetivo de evangelizar a dichos pueblos. Su nombre se extiende a sus estancias, con sus puestos postas, que hicieron posible las primeras producciones ganaderas y el desarrollo de su comercio de carne, yerba mate, cuero y en lana.

### Representaciones literarias de la selva misionera
El escritor uruguayo Horacio Quiroga vivió durante varios períodos de su adultez en la selva misionera. Quiroga escribió sobre la selva misionera en las diferentes publicaciones periodísticas para las que trabajaba, y fue uno de los primeros escritores  en abordar el tema de la selva en sus exploraciones de la literatura fantástica. Además de aparecer en sus relatos cortos y novelas, la totalidad de su relatos incluidos en el libro Cuentos de la Selva está inspirada en la selva misionera.
El periodista argentino Rodolfo Walsh viajó en 1966 hacia Misiones, donde escribió una serie de crónicas para las revistas Panorama y Adán. Estas crónicas fueron recopiladas póstumamente en El violento oficio de escribir.

## Conservación
La importancia económica, turística y cultural de la selva misionera multiplicaron las acciones de conservación para proteger la biodiversidad en la selva misionera. Misiones cuenta con un sistema de áreas naturales protegidas que combina reservas públicas y privadas, incluyendo parques nacionales y provinciales. En total, el sistema de gestión de recursos protegidos cuenta con más de 100 unidades de conservación, entre parques, reservas, monumentos, áreas y refugios de vida silvestre.: 55–56  En la provincia de Misiones se fundó la primera Escuela Provincial de Guardaparques, actualmente una tecnicatura de la Facultad de Ciencias Forestales de la Universidad Nacional de Misiones.

### Parque Provincial Cruce Caballero
El parque provincial Cruce Caballero es un área natural protegida de la provincia argentina de Misiones, en el departamento San Pedro, en cercanías de la localidad de Cruce Caballero.
Ocupó inicialmente una superficie de 434 ha 45 a 27 ca. El objetivo de su creación fue proteger un grupo de ejemplares de pino paraná (Araucaria angustifolia), única conífera nativa de la ecorregión, destinando el espacio a actividades educativas y científicas.
El parque está ubicado en torno a la posición . Desde el punto de vista fitogeográfico pertenece a la ecorregión selva paranaense.
Fue creado en 1991 a través de la ley provincial n.º 2876, en la cual se establecía la superficie y límites del área protegida.

(...) siendo sus límites:
 Al Noroeste: Líneas Barilari en medio, con tierras privadas.
 Al Nordeste: Con el Lote Catastral número 39, camino en medio con los Lotes Catastrales números 32 y 33 de la Sección X.
 Al Sudeste: Camino en medio, con los Lotes Catastrales números 31 y 30 de la Sección X, Lotes Catastrales números 29 y 28 de la Sección X y el Lote Catastral número 18 de la Sección IX.
 Al Sudoeste: Con el Lote Catastral número 19 de la Sección IX y los Lotes Catastrales números 34, 35 y 37 de la Sección X.

Posteriormente se anexaron algunos terrenos colindantes y en la actualidad la superficie del parque alcanza a 522 ha.

### Parque nacional Iguazú
Parque Nacional Iguazú o Parque y Reserva Nacional Iguazú son los nombres con los que se conoce, en conjunto, a dos áreas protegidas por el Gobierno Nacional de Argentina: el Parque Nacional Iguazú propiamente dicho y la Reserva Nacional Iguazú. La superficie de esta área protegida es de 67620 hectáreas, que se subdividen en 59945 hectáreas para el Parque Nacional y 7675 hectáreas para la Reserva Nacional. En esta última se encuentra un sector concesionado, llamado Área Cataratas del Parque Nacional Iguazú, destinado a brindar servicios turísticos de recepción de visitantes. Estas áreas son administradas conjuntamente por la Administración de Parques Nacionales, que designa a un intendente del Parque Nacional Iguazú.

### Reserva Urugua-í
La Reserva de Vida Silvestre Urugua-í es un área natural protegida ubicada en cercanías de la localidad de Bernardo de Irigoyen, en el departamento General Manuel Belgrano, en la provincia de Misiones, en la mesopotamia argentina.

Fue creada sobre una superficie de unas 3243 ha, aproximadamente en torno a la posición  mediante el decreto provincial 894 del año 2002. La Fundación Vida Silvestre Argentina es responsable de la gestión y administración de la reserva.
Por su ubicación, se integra a una amplia región protegida de alrededor de 350 000 hectáreas formada por el parque nacional do Iguaçu en Brasil, y en Argentina el parque nacional Iguazú y los parques provinciales Horacio Foerster, Urugua-í y Puerto Península.

### Parque Provincial Urugua-í
El Parque provincial Urugua-í alberga 84.000 hectáreas de selva misionera-paranaense. Es un área natural protegida ubicada en la Provincia de Misiones, en el nordeste de Argentina. Se halla al norte de la provincia, entre las localidades de Puerto Libertad, Comandante Andresito, San Antonio, y Bernardo de Irigoyen, contiguo al sector sudeste del parque nacional Iguazú. La mayor parte del parque aproximadamente 54 000 hectáreas se encuentran en el municipio de San Antonio, departamento General Manuel Belgrano, pero incluye también un sector del departamento Iguazú.

### Reserva de la biosfera Yabotí
La reserva de la biosfera Yabotí es un área natural protegida que abarca parte de los departamentos Guaraní y San Pedro, en la provincia de Misiones, en la mesopotamia de Argentina.

Fue creada sobre una superficie de unas 221 155 ha, —o 235 959 ha según algunas fuentes— aproximadamente en torno a la posición . Desde el punto de vista fitogeográfico la región corresponde a la selva paranaense.

Dentro de la reserva existen varias áreas naturales protegidas, entre ellas el parque provincial Esmeralda que configura su área núcleo, el parque provincial Moconá, la reserva forestal Guaraní, el parque provincial Caá Yarí y la reserva natural cultural Papel Misionero.
Los ríos Pepirí Guazú y Uruguay forman el límite este y sur de la reserva. La cuenca baja del arroyo Yabotí Guazú y otros cursos menores forman parte del área protegida.
El área de la reserva integra zonas con diferente grado de protección, tanto legal como efectiva. Los parques y reservas naturales que la componen no son homogéneos en cuanto a su implementación y además existe un gran número de propiedades privadas sobre las que la supervisión y el control medioambiental son escasos o nulos. No obstante, a partir de su creación, se incrementaron las posibilidades de desarrollo de acciones de preservación para toda la región en su conjunto.

### Ley de Ordenamiento de los Bosques Nativos
A partir de la sanción de la Ley de Bosque Nativo, las provincias argentinas debían realizar un censo territorial de sus superficies de bosque para identificar las superficies pertenecientes a cada una de las categorías propuestas por la ley (rojo, amarillo y verde). La ley provincial XVI - N° 105, Ley de Ordenamiento de los Bosques Nativos, y sus decretos reglamentarios, estableció a 2017 un total de 1.200.000 hectáreas de bosque nativo que no podían ser deforestadas ni explotadas (categorías I y II de la Ley de Bosque Nativo). Además, gracias al aporte de hectáreas de las reservas privadas, Misiones fue la única provincia que aumentó la superficie bajo la categoría rojo. La ley creó además el Programa Provincial de Protección y Manejo Sostenible de los Bosques Nativos. Misiones tiene como meta la Deforestación Neta Cero al 2020.